# Fanā'
Fanā'  (arabisch فناء, DMG fanāʾ ‚Entwerdung, Erlöschen, Schwinden des Ich-Bewusstseins‘) ist der islamische Ausdruck zur „Entwerdung der physischen Existenz“ oder dem „Verschwinden des Selbst“. Fanā’ bedeutet „zu sterben, bevor man stirbt“ und steht für die Auslöschung des niederen Egos und die Wiederkehr zur Einheit Gottes. Fanā'  ist ein zentraler Begriff im Sufismus, der spirituellen Strömung des Islam. Es beschreibt den Prozess, in dem ein Gläubiger die eigene Seele (Nafs) und das persönliche Bewusstsein aufgibt. Wer diesen Zustand der Erleuchtung erreicht, wird sich über die Einheit (tawhid) Gottes und allem was existiert, inklusive der Seele jedes Individuums, bewusst. Die Illusion des Dualismus wird dabei vollständig ausgelöscht, womit der Sufi ein monistisches Weltbild vertritt. Muhammad Iqbal erklärt, dass das Konzept von Fanā u. a. durch den Einfluss der Idee des Nirwana entstanden ist, ohne dabei jedoch den Bezug zum Islam zu verlieren. Während die buddhistische Vorstellung der Sunyata von der Leerheit und gegenseitiger Abhängigkeit aller Dinge ausgeht, ist die Realität für den Sufismus weder Illusion noch Leere, sondern Gott. Trotz der Ähnlichkeit zum hinduistischen Konzept von Samadhi, gilt das Konzept der Fana als Lehre islamischen Ursprungs.